# CS Victoria Ineu
Clubul Sportiv Victoria Ineu, cunoscut în mod obișnuit ca Victoria Ineu, este un club de fotbal din Ineu, județul Arad, care evoluează în prezent în Liga a VI-a – Arad, al șaselea eșalon al fotbalului românesc.
Fondat în anul 1920, Victoria Ineu a purtat de-a lungul timpului mai multe denumiri, precum Progresul, Spartac, Crișul, CS Ineu, Tricotaje și ACB. Clubul a ajuns în Divizia B sub numele Tricotaje Ineu, evoluând în eșalonul secund al fotbalului românesc în sezoanele 2003–2004 și 2004–2005, încheind ambele campanii pe poziția a 9-a. 
.

## Istoric
Victoria Ineu a fost fondată în aprilie 1920, la inițiativa unui grup de intelectuali din Ineu, prin înființarea unor secții de fotbal, atletism și gimnastică. Între 1946 și 1978, echipa a evoluat în campionatele districtuale, regionale și județene.

## Palmares
Liga a III-a
- Vicecampioană (2): 2002–03, 2008–09

Liga a IV-a – Arad
- Winners (5): 1977–78, 1988–89, 2000–01, 2012–13, 2021–22
- Runners-up (2): 1972–73, 2020–21

Cupa României – Arad
- Câștigătoare (1): 1994–95

## Parcursul competițional
| Sezon   | Nivel | Divizie                   | Loc   | Note        | Cupa României |
| ------- | ----- | ------------------------- | ----- | ----------- | ------------- |
| 2023–24 | 6     | Liga a VI-a (AR)          |       |             |               |
| 2023–24 | 3     | Liga a III-a (Seria VIII) | 10    | Retrogradat |               |
| 2022–23 | 3     | Liga a III-a (Seria VIII) | 9     |             |               |
| 2021–22 | 4     | Liga a IV-a (AR)          | 1 (C) | Promovat    |               |
| 2020–21 | 4     | Liga a IV-a (AR)          | 2     |             |               |
| 2019–20 | 4     | Liga a IV-a (AR)          | 10    |             |               |
| 2018–19 | 4     | Liga a IV-a (AR)          | 7     |             |               |
| 2017–18 | 4     | Liga a IV-a (AR)          | 4     |             |               |

| Sezon   | Nivel | Divizie                 | Loc   | Note        | Cupa României |
| ------- | ----- | ----------------------- | ----- | ----------- | ------------- |
| 2016–17 | 4     | Liga a IV-a (AR)        | 14    |             |               |
| 2015–16 | 3     | Liga a III-a (Seria IV) | 11    | Retrogradat |               |
| 2014–15 | 3     | Liga a III-a (Seria IV) | 9     |             |               |
| 2013–14 | 3     | Liga a III-a (Seria V)  | 5     |             |               |
| 2012–13 | 4     | Liga a IV-a (AR)        | 1 (C) | Promovat    |               |
| 2011–12 | 4     | Liga a IV-a (AR)        | 8     |             |               |
| 2010–11 | 4     | Liga a IV-a (AR)        | 6     |             |               |
| 2009–10 | 3     | Liga a III-a (Seria V)  | 13    | Retrogradat |               |